# Dopravný podnik mesta Košice

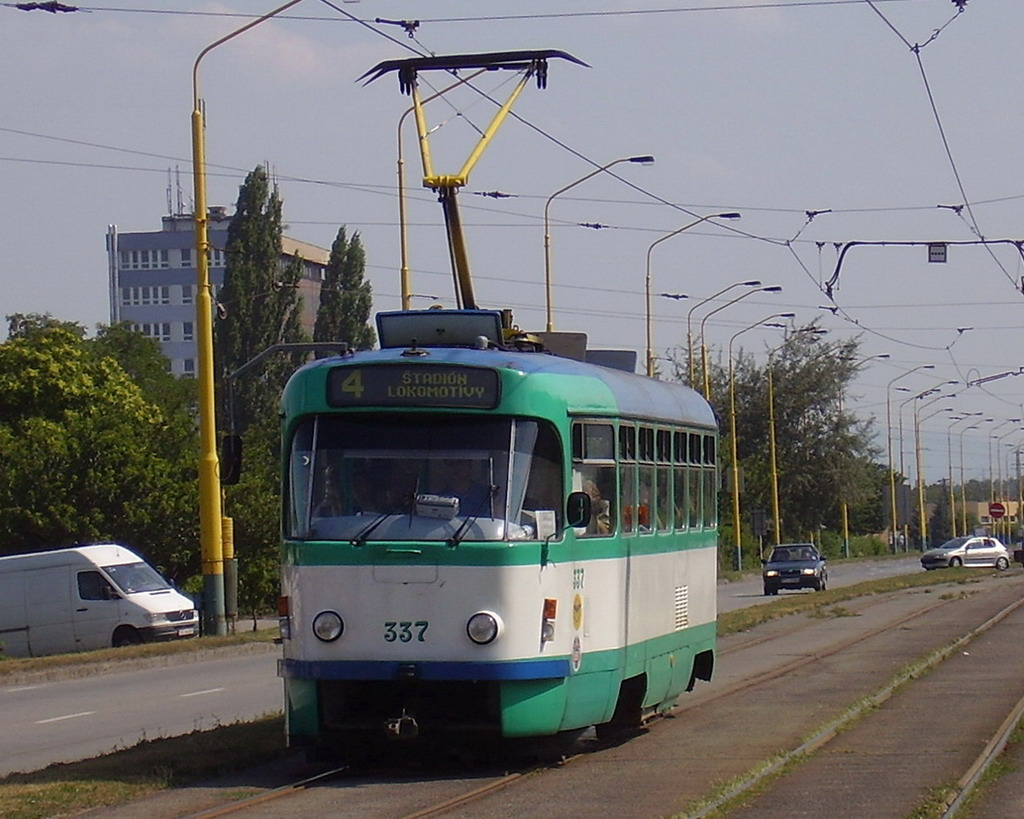
Košice: tram Tatra T3 del DPMK n. 337 sulla linea 4

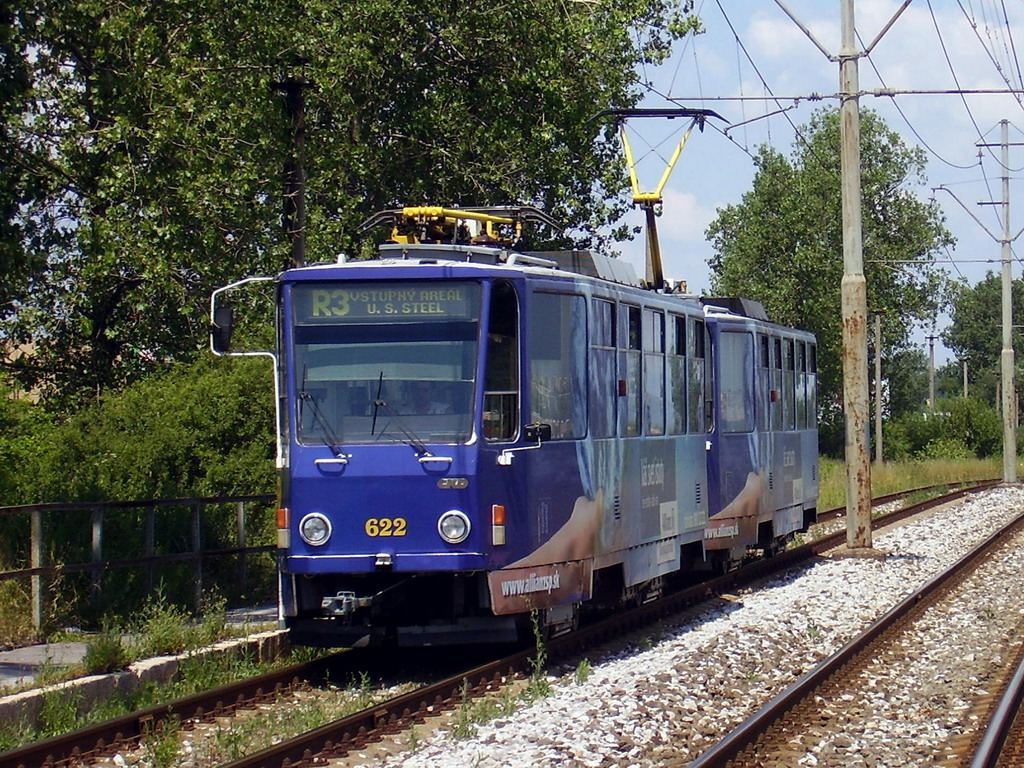
Košice: tram snodato Tatra T6A5 del DPMK n. 622 sulla linea R3

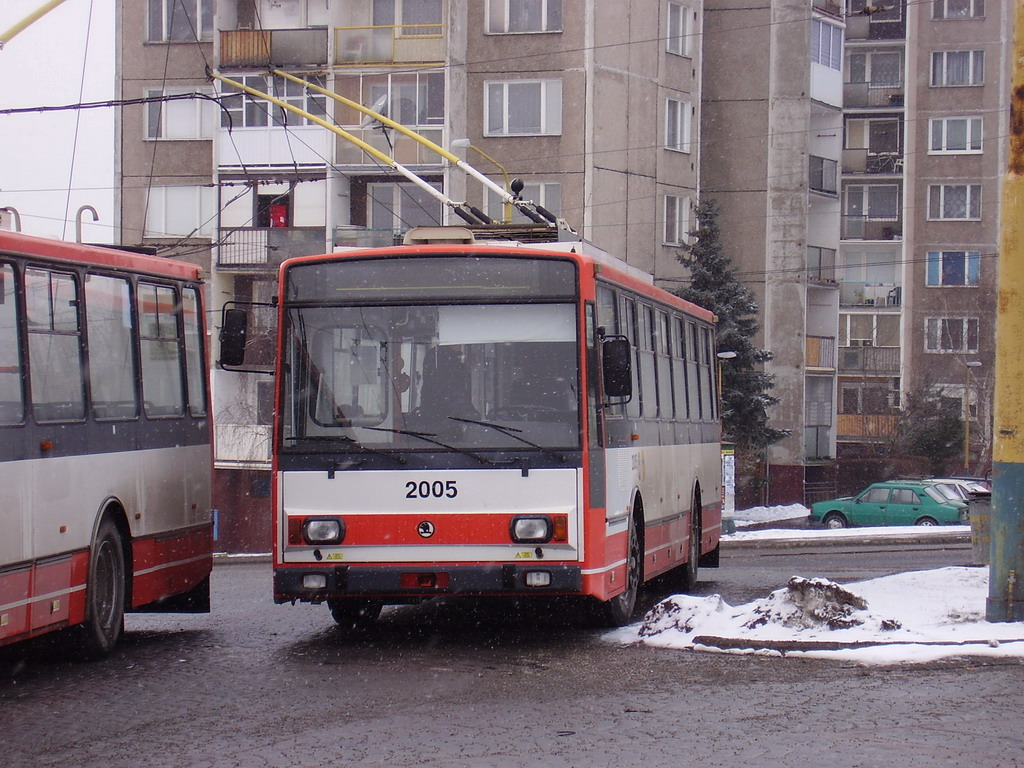
Košice: filobus Škoda 14TrM n. 2005 fuori servizio

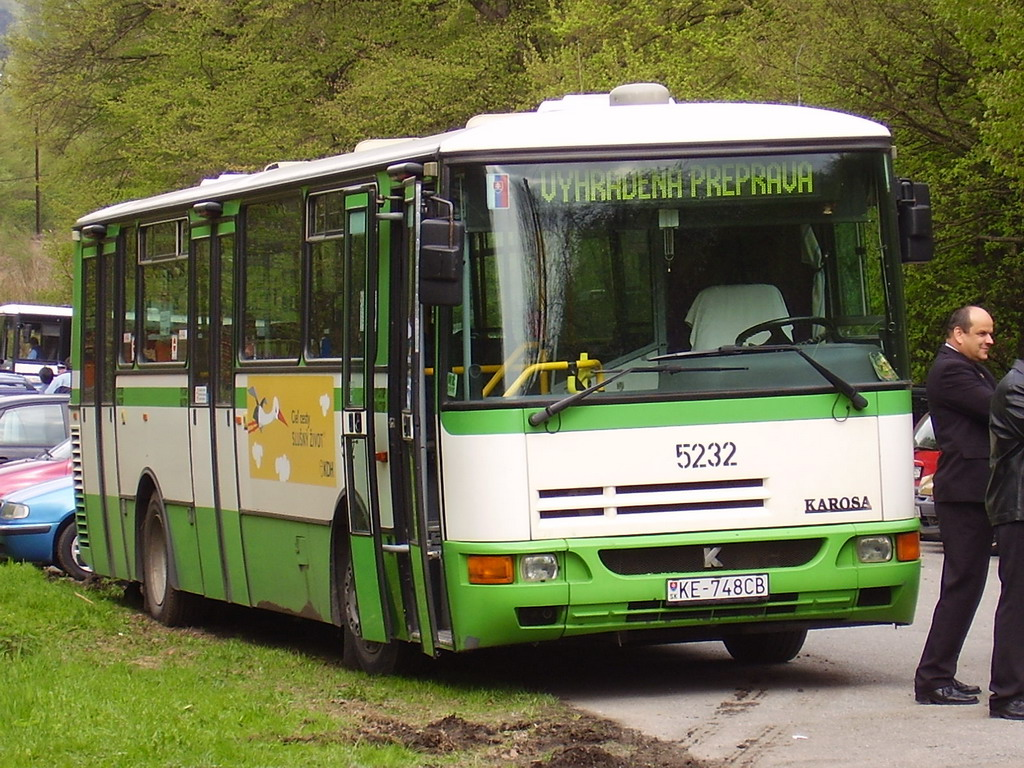
Košice: autobus Karosa B932E n. 5232

Il DPMK, sigla di Dopravný podnik mesta Košice, è l'azienda che svolge il servizio di trasporto pubblico nella città di Košice in Slovacchia e nella sua area metropolitana e industriale limitrofa.

## Storia
Il nome della società, Dopravné podniky mesta Košice, è nato nel 1945 con la ricostruzione del dopoguerra, ma il trasporto pubblico in questa città fu creato nel lontano 1891 con l'istituzione del tram a cavalli, trasformato in tram elettrico nel 1914 ed il cui impianto è stato gravemente danneggiato durante le due guerre mondiali.

## Esercizio
La società dispone di tram (16 linee), filobus (2 linee: 71 e 72) ed autobus (39 linee).

## Parco aziendale

### Tram
Tutte le vetture circolanti, circa 150 comprendenti tram semplici e snodati, sono state costruite dalla ČKD (Českomoravská Kolben Daněk) nel decennio 1982-1992 ed appartengono ai modelli Tatra T3 (serie 300), T6A5 (serie 600) e KT8D5 (serie 500), alcuni dei quali recentemente rimodernati.

### Filobus
L'azienda dispone di filobus semplici, Škoda 14Tr (serie 2000), e snodati, Škoda 15Tr (serie 1000), costruiti nel periodo 1989-1993 e recentemente rimodernati nello stabilimento Škoda di Ostrava.

### Autobus
Sono presenti a Košice quattro marche fra autobus e autosnodati: Karosa (modelli B731, B732, B741, B932, B941, C734, C744), Solaris (Urbino 12, 15, 15 CNG e 18 metri), Ikarus (280, 415, 435) e Novoplan (modello C12).